# طائرة شبح

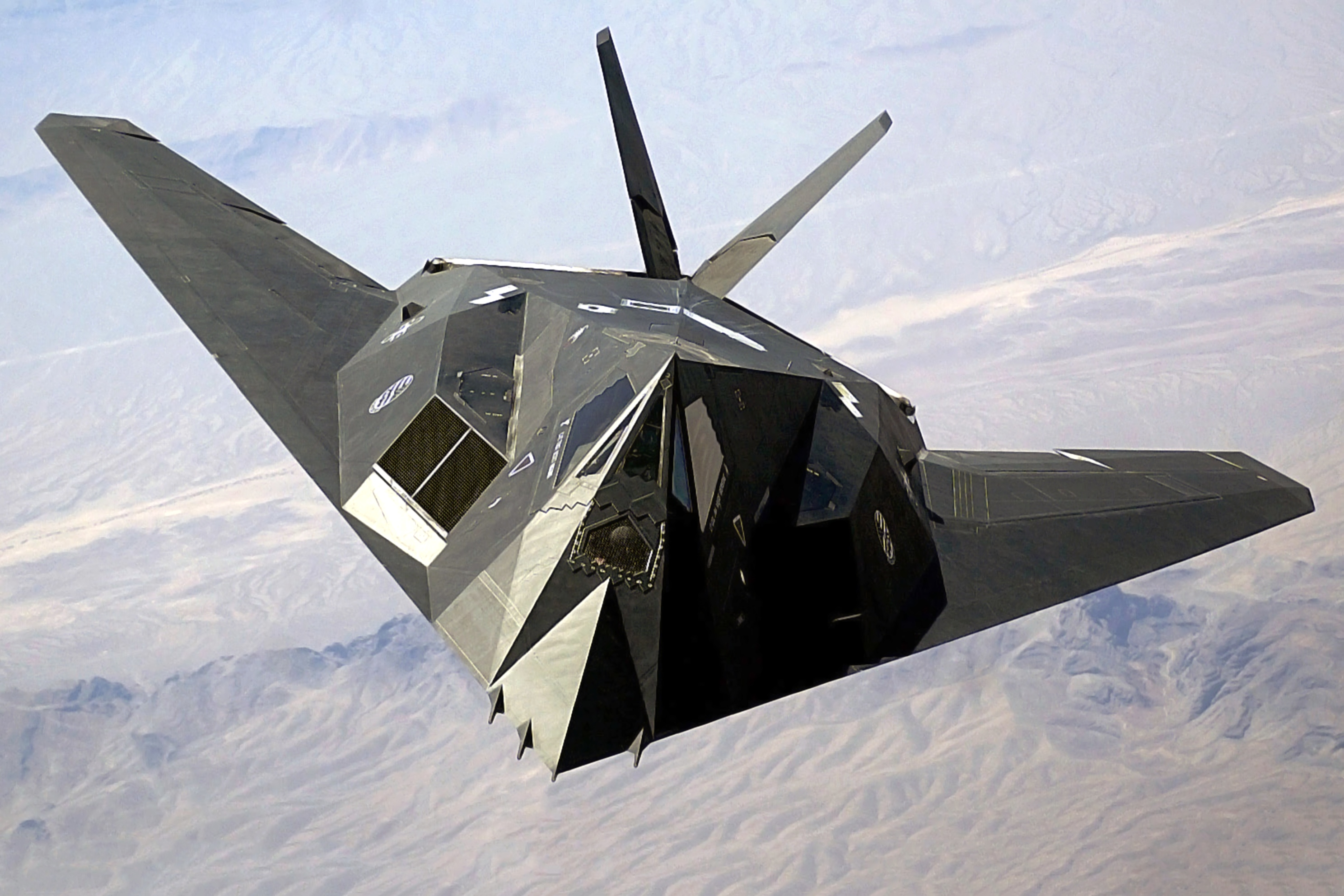
طائرة شبح F-117 Nighthawk

الطائرة الشبح (بالإنجليزية: Stealth aircraft)‏ هي طائرة تستخدم تقنية التخفي لتجنب اكتشافها من قبل الرادارات وذلك بسبب تصميم سطحها الخاص والمواد المستخدمة في صناعتها.
تم وضع تصميمها من قبل علماء ألمان أثناء الحرب العالمية الثانية وقد دأب المصنعون والدول الصناعية على امتلاك هذه الطائرة بكل الوسائل الممكنة لأنها ذات فاعلية كبيرة في الهجوم على مواقع عسكرية وطائرات مقاتلة دون أن يكتشفها الرادار.
بما أنه لا يمكن إخفاء الطائرات تماماً عن شاشات الرادار، تعتمد تقنية التخفي المعتمدة في هذه الطائرات على تقليل مقطعها الراداري مما يحول دون رصدها ومتابعها بشكل فعال.
وقد تمكنت كثير من الدول من صناعة هذه الطائرة وأول هذه الدول كانت الولايات المتحدة التي صنعت أول طائرة شبحية في العالم وهي F-117 Nighthawk التي كان أول إقلاع لها سنة 1981 وأخرجت من الخدمة سنة 2008.

## التصميم
في منتصف التسعينات صارت تصميمات الطائرة الشبح عرضة لهجمات الهكرز، وتسريب مواصفاتها وكان في ذاك الوقت وجودها معروفاً, إلا أن أياً من مميزاتها أو خصائصها كان مجهولاً. حملت أسرار الطائرة في قاعدة الأنهار للقوات الجوية في روما _ نيويورك وهو بيت مختبرات بحث وتطوير القوات الجوية

## طرق الرصد
اعتماد تقنية التخفي لا يمنع الطائرة من إمكانية رصدها وهذا ما حدث فعلا خلال حرب البوسنة، يوم 27 مارس 1999 إذا تم إسقاط طائرة F-117 Nighthawk من قبل الكتيبة الثالثة التابعة للواء 250 للدفاع الجوي الصربي بواسطة صاروخ سام-3 وحسب قادة الناتو كان سبب اكتشاف الطائرة هو تعديل الصرب لنظام سام-3 (النسخة الصربية Neva-M) وجعله يعمل على الموجات الطويلة.
كما عرض التلفزيون الإيراني شهر ديسمبر 2011 صوراً لطائرة آر كيو-170 سنتينال وهي طائرة دون طيار شبحية أمريكية، وقد أكد الأمريكيون فقدانهم للطائرة بالفعل.
نظرياً هناك بعض الطرق التي تساعد على اكتشاف هذه الطائرات ومن بينها:
- استخدام الرادارات السلبية التي تستخدم الترددات فوق العالية وأنظمة المراقبة المكونة من عدة رادارات ثابتة يزيد من حجم المقطع الراداري للطائرة الشبحية.
- استخدام رادارات تعمل بالموجات الطويلة والترددات الجد عالية (VHF) والتي يتراوح طول موجتها بين 1-10 متر وهو ما يتناسب مع أبعاد هذه الطائرات.

## صناعة الطائرات الشبحية

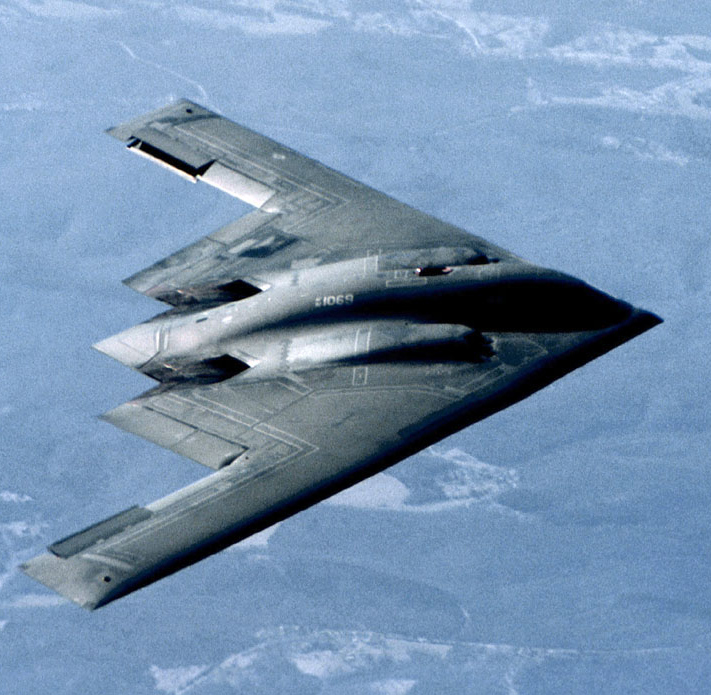
طائرة شبح B-2 Spirit

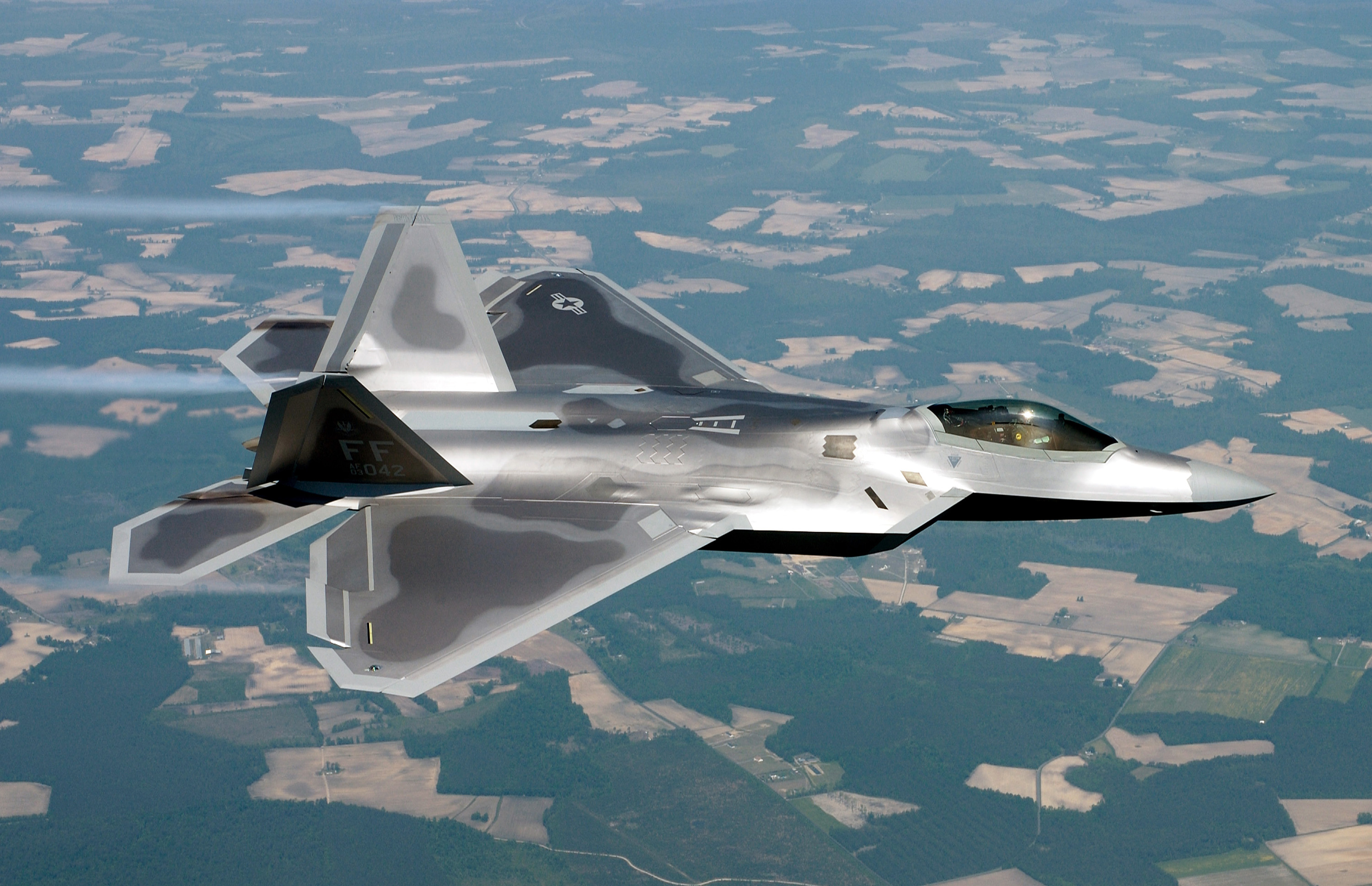
طارئرة شبح F-22 Raptor

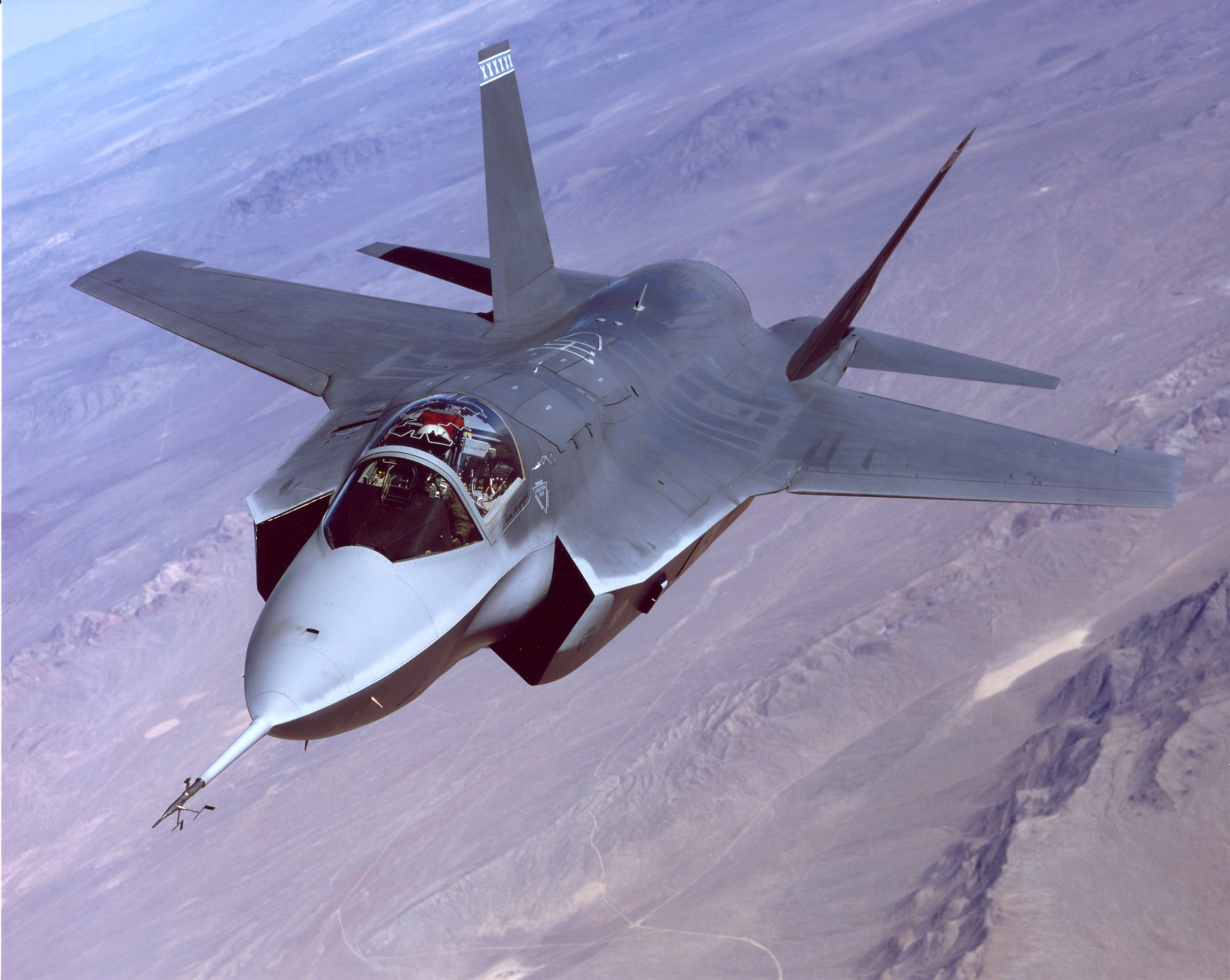
طائرة شبح إف-35 لايتنيغ الثانية

في البداية كانت تقنية التخفي حكراً على الولايات المتحدة التي أدخلت أول طائرة شبحية وهي F-117 Nighthawk الخدمة سنة 1983 وبعد ذلك قامت بتصنيع المقنبلة B-2 Spirit ومن ثم F-22 Raptor سنة 1997، ويعد استخدام إف-22 رابتور حكراً على الجيش الأمريكي فالولايات المتحدة لا تبيعها للخارج لما تتمتع به من مواصفات عالية، وبعد ذلك تم صناعة أو بالأحرى ما زالت في طور التصنيع والتحديث الطائرة الشبح التي تعرف باسم إف-35 لايتنيغ الثانية وقد اشترك كثير من الدول في مشروع هذه الطائرة ومنها إسرائيل.
وتمكن الروس من تصميم طائرة من الجيل الخامس التي تعرف باسم سوخوي سو-57 والتي تنتجها شركة سوخوي لصناعة الطائرات وهي طائرة متطورة جداً ولا يمكن اكتشافها عن طريق الرادارات الحالية وقد شارك في دعم مشروع هذه الطائرة الهند.
كما استطاعت الصين صناعة طائرة من الجيل الخامس وكان أول تجربة لها في 11 يناير 2011 والتي تعرف باسم تشنغدو جيه-20 وقد طور الصينيون قدراتهم العسكرية بشكل كبير جداً ولكن الطائرة الجديدة استخدم فيها قطع من الصناعة الروسية مثل المحركات وأنظمة الملاحة والرادارات المتطورة جداً.